# Bosacker
Bosacker  (schwäbisch: Boosagrr)  ist ein Gemeindeteil des Marktes Weiltingen im Landkreis Ansbach (Mittelfranken, Bayern). Bosacker liegt in der Gemarkung Veitsweiler.

## Geografie
Unmittelbar südlich des Weilers fließt der Segweihergraben, der etwas weiter östlich als linker Zufluss in den Weihergraben mündet, einem rechten Zufluss der Wörnitz. Im Süden grenzt das Waldgebiet Klingenspitz an, im Osten der Hahnenschlag. Eine Gemeindeverbindungsstraße führt an Hahnenberg vorbei nach Veitsweiler (1,7 km nördlich). Wirtschaftswege führen nach Oberklingen (0,8 km westlich) und Schopflohe (4 km südöstlich).

## Geschichte
Der Ort wurde 1475 als „Bosacker“ erstmals urkundlich erwähnt. Das Bestimmungswort des Ortsnamens ist „Bos, bōs“ (schwäbisch für ‚der Hintere‘). Der Ortsname bedeutet demnach ‚der hintere Acker.‘
Bosacker gehörte zur Herrschaft Hochaltingen. 1769/70 besaßen diese im Ort eine Ziegelhütte, eine Sägemühle und einen Hof mit vier Sölden. 1768 wurde der Hof von Oettingen-Spielberg erworben. Die Fraisch über Bosacker wurde sowohl vom ansbachischen Oberamtes Wassertrüdingen als vom oettingen-spielbergischen Oberamt Oettingen beansprucht. Gegen Ende des 18. Jahrhunderts bestand der Ort aus 7 Anwesen. Die Dorf- und Gemeindeherrschaft hatte das oettingen-spielbergische Pflegamt Hochaltingen der Freiherrn von Welden. Grundherren waren das Pflegamt Hochaltingen (1 Jägerhaus, 5 Sölden) und das Oberamt Oettingen (1 Bauhof).
Mit den Gemeindeedikten von 1808 und 1818 wurde Bosacker dem Steuerdistrikt und der Ruralgemeinde Schopflohe zugeordnet. Ursprünglich beim Landkreis Nördlingen, kam der Ort mit der Landkreisreform am 1. Juli 1972 zum Landkreis Donau-Ries, der bis 30. April 1973 die Bezeichnung Landkreis Nördlingen-Donauwörth trug. Am 1. Mai 1978 wurde Bosacker im Zuge der Gebietsreform in Bayern nach Weiltingen eingegliedert und kam damit vom Landkreis Donau-Ries (Regierungsbezirk Schwaben) zum Landkreis Ansbach.

### Einwohnerentwicklung
| Jahr      | 001818 | 001861 | 001871 | 001885 | 001900 | 001925 | 001950 | 001961 | 001970 | 001987 |
| Einwohner | 36     | 37     | 31     | 39     | 28     | 24     | 20     | 25     | 28     | 20     |
| Häuser    | 7      |        |        | 7      | 6      | 6      | 5      | 5      |        | 5      |
| Quelle    | [ 14 ] | [ 15 ] | [ 16 ] | [ 17 ] | [ 18 ] | [ 19 ] | [ 20 ] | [ 21 ] | [ 22 ] | [ 1 ]  |

## Religion
Der Ort ist römisch-katholisch geprägt und war ursprünglich nach Mariä Himmelfahrt (Hochaltingen) gepfarrt, seit der zweiten Hälfte des 19. Jahrhunderts ist die Pfarrei St. Gallus (Schopflohe) zuständig. Die Protestanten sind nach St. Veit (Veitsweiler) gepfarrt.